# Of Montreal
of Montreal est un groupe de pop rock américain, originaire d'Athens, en Géorgie. Il fait partie du collectif musical Elephant 6.

## Biographie

### Débuts (1996–2003)
Le groupe est formé en 1996 par Kevin Barnes, son nom fait référence à une liaison infructueuse qu'il a entretenue avec une femme originaire de Montréal (Québec). Au départ seul membre du groupe, Barnes s'entoure ensuite de Derek Almstead et Bryan Poole. Le trio enregistre un premier album en 1997, Cherry Peel, auquel succède The Bedside Drama: A Petite Tragedy l'année suivante, sur le label Kindercore Records.
Cette même année, Poole quitte la formation pour se concentrer sur son autre groupe. Dès lors, de nouveaux musiciens rejoignent Of Montreal : Jamey Huggins, Dottie Alexander et Andy Gonzales. En 1999 sort un troisième album : The Gay Parade, suivi de Coquelicot Asleep in the Poppies: A Variety of Whimsical Verse en 2001 et d’Aldhils Arboretum en 2002.

### Polyvinyl et succès (2004–2012)
2004 voit la sortie de Satanic Panic in the Attic, presque entièrement écrit et composé par Barnes, cette fois sur le label Polyvinyl. Almstead et Gonzales quittent le groupe, mais Poole le réintègre durant la tournée. Le style musical de l'album est plus tourné vers les sons électroniques et les synthétiseurs, ce qui marque un changement par rapport aux années précédentes.
Ce changement se poursuit en 2005 avec The Sunlandic Twins, une fois encore en majeure partie fruit du travail de Barnes. Cet album, aux sons électroniques encore plus prononcés, est un succès notamment grâce au singles So Begins Our Alabee et Wraith Pinned to the Mist (and Other Games). Début 2007, le groupe sort Hissing Fauna, Are You The Destroyer?, album beaucoup plus autobiographique dont les paroles font référence aux thèmes du suicide, de la dépression et de l'isolement, présents dans la vie personnelle de Barnes. Le 13 février, durant un concert à Las Vegas, il crée l'évènement en interprétant une demi-douzaine de chansons entièrement nu.
Le 12 novembre 2012, le groupe lance un projet Kickstarter pour aider à financer un documentaire appelé Song Dynasties.

### Rock progressif (2013–2015)
Le 25 avril 2013, of Montreal poste sur Facebook son intention de sortir un nouvel album intitulé Lousy with Sylvianbriar. Lousy with Sylvianbriarest publié le 8 octobre 2013. Le 10 juillet 2013, le groupe publie le premier single de l'album, intitulé Fugitive Air. Le 31 juillet 2013,ils annoncent une tournée en soutien à l'album entre octobre et novembre.
Sur Facebook, et pendant un entretien avec Stereogum, Kevin Barnes annonce l'album Aureate Gloom. Il est influencé par des groupes new-yorkais des années 1970 comme Talking Heads et Led Zeppelin. L'album capture ce qu'a ressenti Barnes après sa séparation avec son épouse après 11 ans de vie conjugale. Il est publié le 3 mars 2015.

### Retour à l'EDM (depuis 2016)
En août 2016, of Montreal publie Innocence Reaches, qui incorpore de nouveaux sons EDM et du rock progressif inspiré des deux précédents albums. Pour leur tournée qui suit, ils font appel au bassiste Davey Pierce, en remplacement de Bob Parins. Le 13 janvier 2017, of Montreal publie un EP surprise, Rune Husk.

## Discographie

### Albums studio
- 1997 - Cherry Peel (Bar/None Records)
- 1998 - The Bedside Drama: A Petite Tragedy (Kindercore Records)
- 1998 - The Gay Parade (Kindercore Records)
- 2001 - Coquelicot Asleep in the Poppies: A Variety of Whimsical Verse (Kindercore Records)
- 2002 - Aldhils Arboretum (Kindercore Records)
- 2003 - Satanic Panic in the Attic (Polyvinyl Records)
- 2005 - The Sunlandic Twins (Polyvinyl Records)
- 2007 - Hissing Fauna, Are You The Destroyer? (Polyvinyl Records)
- 2008 - Skeletal Lamping (Polyvinyl Records)
- 2010 - False Priest (Polyvinyl Records)
- 2012 - Paralytic Stalks (Polyvinyl Records)
- 2013 - Lousy with Sylvianbriar (Polyvinyl Records)
- 2015 - Aureate Gloom (Polyvinyl Records)
- 2016 - Innocence Reaches (Polyvinyl Records)
- 2018 - White Is Relic/Irrealis Mood (Polyvinyl Records)
- 2020 - Ur Fun (Polyvinyl Records)
- 2021 - I Feel Safe With You, Trash (Sybaritic Peer)
- 2022 - Freewave Lucifer F<ck F^ck F>ck (Polyvinyl Records)
- 2024 - Lady on the Cusp (Polyvinyl Records)

### Compilations / Live
- 2000 - Horse and Elephant Eatery (No Elephants Allowed): The Singles and Songles Album (Compilation de raretés et titres inédits)
- 2000 - The Early Four Track Recordings (Titres de chansons racontant une histoire fictive sur l'acteur Dustin Hoffman)
- 2002 - If He Is Protecting Our Nation, Then Who Will Protect Big Oil, Our Children? (Compilation de faces B, reprises et inédits)
- 2006 - The Satanic Twins (Album de remixes)
- 2012 - Daughter of Clouds (Compilation de raretés et titres inédits)
- 2015 - Snare Lustrous Doomings (Live)